# 北山雅史
北山 雅史（きたやままさひと、1943年9月20日 - ）は徳島県生まれの日本の実業家、教育関係者。栄光ゼミナールを経営する株式会社栄光創業者・最高顧問。

## 略歴
- 1968年　埼玉大学教育学部在籍中に学習塾研修学院開設
- 1978年　学習塾教材制作・販売の学伸社設立、取締役就任（1993年合併により会社消滅）
- 1980年　研修学院を辞めて栄光ゼミナール（現在の株式会社栄光）設立、代表取締役社長就任（2008年退任）
- 1991年　社会福祉法人カナの会（障害者支援施設カーサ・ミナノ）理事長就任（2010年退任）
- 1993年　株式会社エデュプレス設立　代表取締役就任（2008年退任）
- 1993年　学校法人北山学園（ろりぽっぷ幼稚園）理事長就任（2010年退任）
- 1995年　株式会社栄光の株式を店頭公開（現JASDAQ上場）
- 1996年　株式会社栄光の株式を東証二部上場（2015年上場廃止）
- 1997年　エンタプライズ代表取締役就任（2008年退任）
- 1997年　シークコーポレーション代表取締役就任（2008年退任）
- 1998年　産学社代表取締役就任（2008年退任）
- 2003年　エデュケーショナルネットワーク設立、代表取締役就任（2008年退任）
- 2006年　学校法人昌平学園（昌平中学校・高等学校）理事就任（2008年退任）
- 2008年　栄光代表取締役退任、最高顧問就任
- 2008年　社団法人日本家庭生活研究協会　理事長就任
- 2008年　株式会社シルフィアンドコーポレーション設立、代表取締役就任
- 2008年　株式会社プロジェクトN（千本松・沼津倶楽部）代表取締役就任
- 2015年　株式会社エデュリンク設立、代表取締役就任